# Phreatische Zone

Beispiele für verschiedene Grundwassersysteme (;). Beispiel (a) zeigt einen ungespannten (phreatischen), hydraulisch nicht von der oberfläche isolierten Grundwasserleiter in einer Region mit humidem Klima. Beispiel (b) ist ein ähnliches Grundwassersystem, jedoch in einer Region mit semi-aridem bis aridem Klima. Beispiel (c) zeigt einen gespannten, hydraulisch weitgehend von der Oberfläche isolierten Grundwasserleiter.

Die phreatische Zone (auch gesättigte Zone) ist der unterhalb des Grundwasserspiegels liegende Teil eines wasserleitenden Gesteinskörpers im Untergrund (das heißt eines Grundwasserleiters im weiteren Sinn). Dort sind die Hohlräume im Gestein (Zwischenkornräume, Lösungshohlräume, Klüfte) weitgehend vollständig mit Wasser gefüllt. Das Wasser der phreatischen Zone stellt mithin das eigentliche Grundwasser und der entsprechende wassergesättigte Gesteinskörper den eigentlichen Grundwasserleiter dar.

## Begriffsabgrenzung
Oberhalb der phreatischen Zone liegt die vadose Zone (auch ungesättigte Zone). In dieser sind die Hohlräume im Gestein teils mit Luft und teils mit Wasser gefüllt. Um in das eigentliche Grundwasser zu gelangen, muss Niederschlagswasser (meteorisches Wasser) die vadose Zone durchqueren (siehe auch → Infiltration, → Grundwasserneubildung). Im eigentlichen Grundwasser, das heißt in der phreatischen Zone, wird Wasser solcher Herkunft auch als vadoses Wasser bezeichnet. Neben vadosem/meteorischem Wasser kann die phreatische Zone, meist in tieferen Niveaus, auch juveniles Wasser enthalten. Zwischen Grundwasserspiegel und der eigentlichen vadosen Zone erstreckt sich im Regelfall der sogenannte Kapillarsaum.
Eine Unterscheidung in vadose Zone und phreatische Zone gilt nur für ungespannte Grundwasserleiter (auch phreatische Grundwasserleiter genannt). Unter gespannten Grundwasserverhältnissen kann keine vadose Zone existieren.

## Terminologische Besonderheiten in der Karsthydrologie

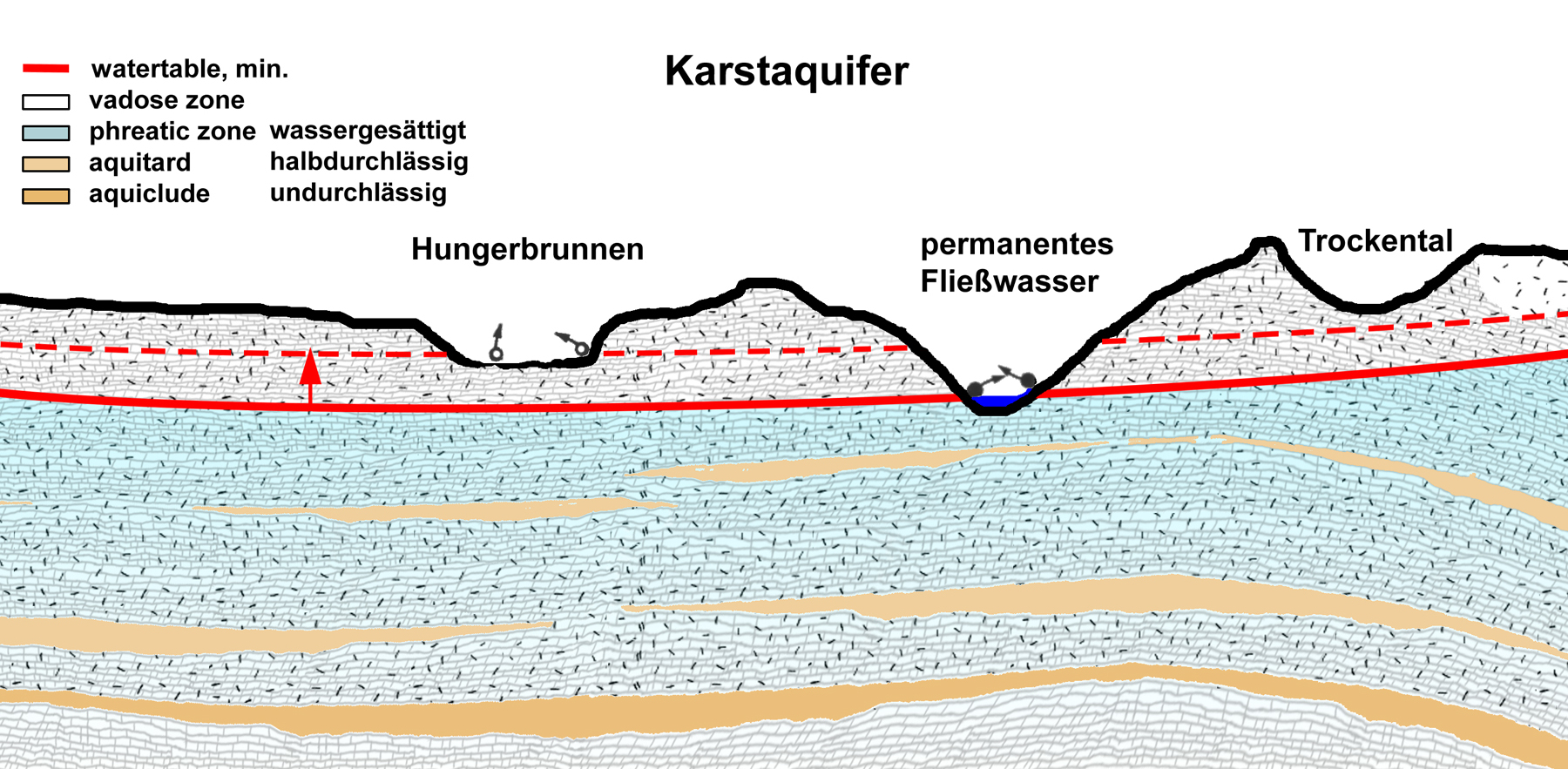
Grundwassersystem in einem Karstgebiet mit vadoser und phreatischer Zone. Karsthohlräume stellen einen Sonderfall von Grundwassersystemen dar.

Durch jahreszeitlich oder durch Klimaverschiebungen bedingte Schwankungen des Verhältnisses zwischen Niederschlagsmengen und Verdunstung kommt es zu kurz- bzw. längerfristigen Schwankungen des Grundwasserspiegels, in der Karsthydrologie auch als Karstwasserspiegel bezeichnet. Als phreatische Zone wird in der Karsthydrologie jedoch nur der langfristig unter dem Karstwasserspiegel liegende Bereich bezeichnet. Der innerhalb der vadosen Zone liegende Bereich, der kurzfristig unterhalb des Karstwasserspiegels geraten kann, wird Hochwasserzone oder epiphreatische Zone genannt.